# Бунтівна людина
«Бунтівна людина» (фр. L'Homme révolté) — есе французького письменника Альбера Камю, написане у 1951 році, в якому він аналізує метафізичний та історичний розвиток повстань і революцій у різних суспільствах, головно у Західній Європі.

## Зміст

### Історичний та метафізичний бунт
Тут Альбер Камю виявляє підземну спорідненість між, здавалося б, протилежними ідеологіями; він загострює окремі теорії та політичні стратегії до самосуперечності, спростовуючи вкорінені інтерпретації:
- У нібито антибуржуазному марксизмі він виявляє, серед іншого, досить буржуазний пієтет перед наукою.
- Камю викриває позитивізм, який переймається науковою точністю, як ненауковий.

Так само він демонструє абсурдність політичних рухів різних відтінків:
- Класичний, нібито ліберальний бакуністський анархізм насправді був досить авторитарним і диктаторським.
- Якобінські «друзі народу» залишилися самотніми, ізольованими сектантами часів Французької революції, не зрозумілими масами.
- Навіть націонал-соціалісти, самопроголошені і фанатичні антисеміти, працювали з біблійними сюжетами у своїй «національній революції», яку представляли як «спасіння». Камю, блискучий полеміст, зобразив Гітлера як «Єгову в чоботях».
- Ніцше, альпійський мандрівник, надлюдський оратор і непохитний критик юдео-християнської «стадної моралі», приєднується на горі до Мойсея, одержувача Декалогу.

Висновок Камю з «двох століть метафізичного чи історичного бунту»: Неможливо сперечатися з фанатичними послідовниками ідеології чи віри. Один прагне внутрішньо-світового, інший — позасвітового спасіння. Обидва втрачають відносну можливість змін, які пропонуються в цей час, сприйняття яких вимагає постійного «напруження» і уваги. Тут немає «землі обітованої» абсолютної справедливості та щирості, яку можна було б знайти.
Конкретно проти Східного блоку Камю писав: «Авторитарний соціалізм конфіскував живу свободу на користь ідеальної свободи, яка ще має прийти». У літературі це висловлювання також трактується як спрямоване проти Жана-Поля Сартра, який на той час заявив про свою прихильність до КПФ.

### Абсурд і бунт
Як і в міфі про Сізіфа, Камю вдається до концепції бунту. Бунт являє собою одну з небагатьох філософськи послідовних позицій, в якій людина може відноситися до абсурду, не розриваючи при цьому відносини напруженості (між раціональністю та ірраціональністю). Якщо в «Міфі про Сізіфа» бунт все ще ідентифікується індивідуально, як «визначеність нищівної долі», то в «Бунтівна людина» Камю розширює цю концепцію до більш практичного та універсального аспекту. Адже йдеться вже не про індивідуальне переживання людиною абсурду, а про колективне, тобто про страждання всіх людей від абсурдності існування (цей факт Камю опрацьовує в романі «Чума»). Це відбувається за допомогою звернення до спільної для всіх людей цінності, яку Камю називає «людською природою». Здобута концепція бунту знову обмежується, тому вбивство відкидається на самому початку (з посиланням на пояснення самогубства в «Міфі про Сізіфа»). Далі Камю розглядає метафізичний та історичний бунт, роблячи висновок з двох століть метафізичного та історичного бунту.

## Видання
- (фр.) Albert Camus: L'homme révolté. Gallimard, Paris 2002, ISBN 2-07-032302-1

- (укр.) Альбер Камю: Бунтівна людина // Вибрані твори у трьох томах. 3-й том. — Харків: Фоліо, 1997.